# Zálužice
Zálužice este o comună și un sat din districtul Louny din regiunea Ústí nad Labem din Cehia. Are o populație de aproximativ 100 de locuitori. Satul Stekník din comună este bine conservat și este protejat prin lege ca zonă de monument rural. Zona Stekník face parte din Patrimoniul Mondial UNESCO ca Žatec și Peisajul hameiului Saaz.
Cel mai important monument din comună este Castelul Stekník.

## Diviziuni administrative
Zálužice este format din trei diviziuni administrative (în paranteze populația conform recensământului din 2021):
- Zálužice (37)
- Rybňany (28)
- Stekník (31)

## Geografie
Zálužice se află la aproximativ 4 kilometri (2 mi) est de Žatec, la 14 kilometri (9 mi) vest de Louny și la 48 kilometri (30 mi) sud-vest de Ústí nad Labem. Se găsește într-un peisaj agricol din Bazinul Most (în cehă: Mostecká pánev). Cel mai înalt punct al comunei se află la 242 metri (794 ft) deasupra nivelului mării. Râul Ohře curge prin comună. Confluența râurilor Ohře și Blšanka se află pe teritoriul comunei.

## Istorie
Prima mențiune scrisă despre Zálužice datează din anul 1517, când orașul Žatec a cumpărat jumătate din sat de la familia Lobkowicz. Satul Stekník a fost menționat pentru prima dată în 1389 și Rybňany în 1405.

## Economie
Zálužice se află în regiunea Žatec (Saaz), unde este cultivat hameiul Saaz. Zona Stekník a devenit parte a Patrimoniului Mondial UNESCO ca Žatec și Peisajul hameiului Saaz în 2023. Producția de bere blondă de tip Pilsner pe bază de hamei este o tradiție ce datează din secolul al XIX-lea din Boemia.

## Transporturi
Nu sunt căi ferate sau drumuri majore care să treacă prin comună.

## Obiective turistice

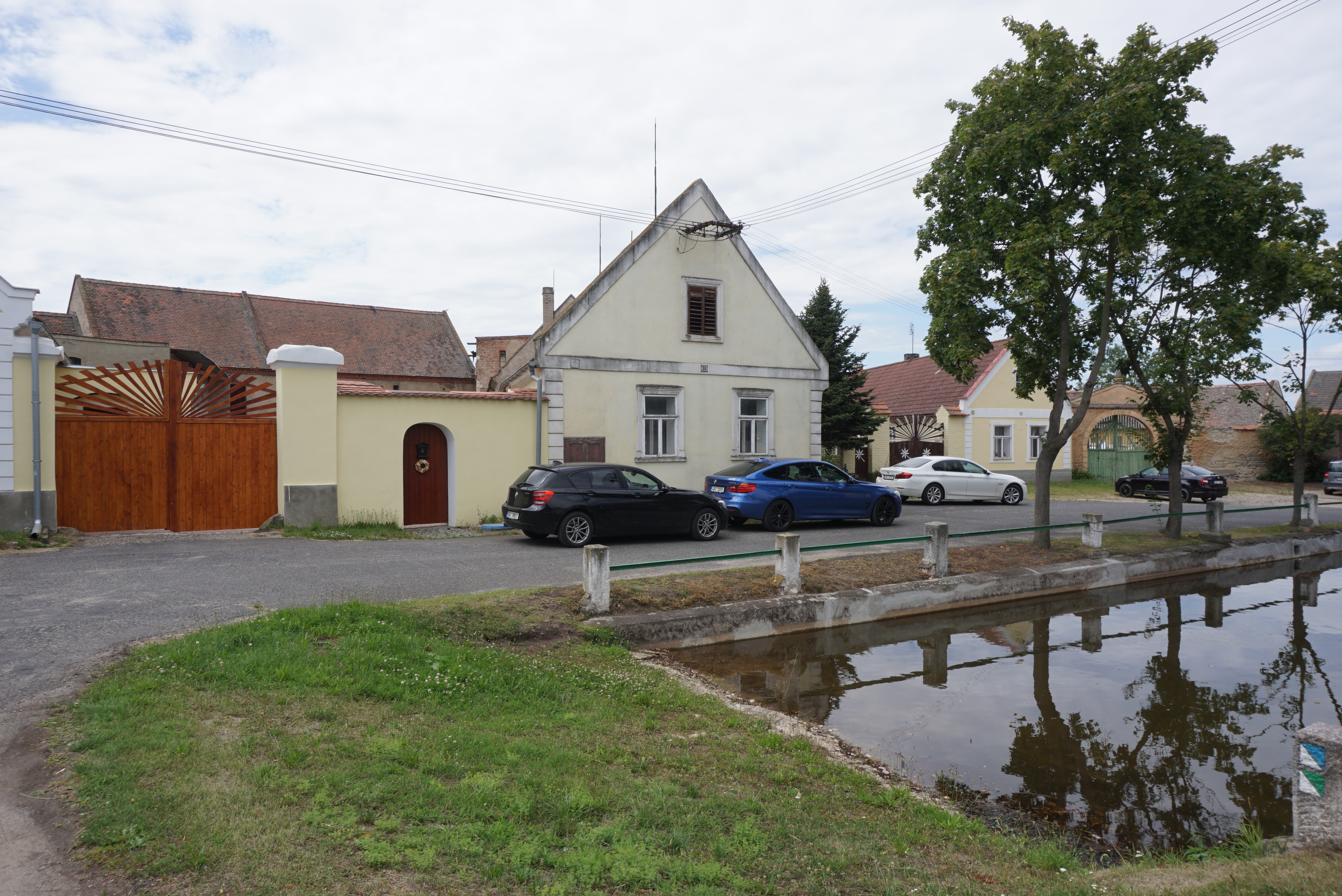
Centrul Stekník

Cel mai important monument din comună este Castelul Stekník. În 1681, Jan Kulhánek (promovat mai târziu la rangul de domn de Klaudenstein) a cumpărat Stekník și a construit castelul baroc în locul unei foste cetăți. În timpul domniei nepotului său, Jan František, între 1760 și 1772, castelul a fost reconstruit în stil rococo. Astăzi castelul este deținut de stat și sunt organizate tururi cu ghid.
Satul Stekník este protejat ca zonă de monument rural pentru setul său valoros de arhitectură vernaculară conservată. Toate clădirile istorice ale satului au caracteristici specifice care arată utilizarea lor pentru uscarea și prelucrarea hameiului.